# Natalie MacMaster
Natalie MacMaster (Troy, 13 juni 1972) is een Canadese muzikante (viool, zang, piano) van de landelijke gemeenschap van Troy in Inverness County, Nova Scotia, die vioolmuziek van Cape Breton speelt. MacMaster heeft getoerd met The Chieftains, Faith Hill, Carlos Santana en Alison Krauss en heeft opnamen gemaakt met Yo-Yo Ma. Ze is verschenen op het Celtic Colors-festival in Cape Breton, Celtic Connections in Schotland en MerleFest in de Verenigde Staten.

## Biografie
MacMaster begon viool te spelen op 9-jarige leeftijd en maakte haar debuut in hetzelfde jaar op een square dance in Glencoe Mills, Nova Scotia. Op 16-jarige leeftijd bracht ze haar eerste album Four on the Floor uit en het tweede album Road to the Isle volgde in 1991. Haar eerste album was in eigen beheer, terwijl haar tweede werd gecoproduceerd door John Morris Rankin (The Rankin Family) en Tom O'Keefe (als per originele cassette hoes). Beide albums werden aanvankelijk alleen op cassette uitgebracht, maar Rounder Records liet een paar nummers weg en werd in 1998 opnieuw uitgebracht als A Compilation. In 1999 trad ze op tijdens de Juno Awards-show in Hamilton (Ontario). In de afgelopen jaren heeft ze haar muzikale repertoire uitgebreid door haar Cape Breton-roots te combineren met muziek uit Schotland en Ierland en met Amerikaanse bluegrass. In 2004 verscheen MacMaster op Sharon, Lois & Brams 25th Anniversary Concert-special 25 Years of Skinnamarink, die op 1 januari 2004 om 19.00 uur werd uitgezonden op CBC. Ze zong twee nummers met het trio: C-H-I-C-K-E-N en Grandpa's Farm.

## Privéleven
MacMaster is de dochter van Alex en Minnie Beaton-MacMaster en de zus van Kevin en David MacMaster. Ze is de nicht van de overleden beroemde Cape Breton-violist Buddy MacMaster en de neef van twee andere violisten, Ashley MacIsaac en Andrea Beaton. Ze is ook in de verte familie van Jack White. In 2002 trouwde ze met violist Donnell Leahy van de Leahy-familieband en verhuisde ze naar Lakefield, Ontario. Leahy en MacMaster hebben zeven kinderen en hebben samen opgetreden en opgenomen als duo, en af en toe betrekken ze hun kinderen, die ook viool spelen, in hun uitvoeringen.

## Onderscheidingen
Ze heeft een aantal Canadese muziekprijzen ontvangen, waaronder verschillende «Artist of the Year»-prijzen van de East Coast Music Association, twee Juno Awards voor het beste instrumentale album en «Fiddler of the Year» van de Canadian Country Music Association. MacMaster ontving in 2006 ook een eredoctoraat van de Niagara University in New York. In 2006 werd ze lid van de Order of Canada.

## Discografie

### Singles
- 1996:	Catharsis (No Boundaries)
- 1997:	Fiddle and Bow (met Bruce Guthro) (No Boundaries)
- 1997: The Drunken Piper (met Cookie Rankin) (No Boundaries)
- 1999:	In My Hands (In My Hands)
- 1999: Get Me Through December (met Alison Krauss) (In My Hands)
- 2004:	Appropriate Dipstick (Blueprint)

### Albums
- 1989: Four on the Floor (Astro Custom Records)
- 1991: Road to the Isle (Astro Custom Records)
- 1993: Fit as a Fiddle (Rounder Records)
- 1996: A Compilation (Rounder Records)
- 1997: No Boundaries (Rounder Records)
- 1999: In My Hands (Rounder Records)
- 2000: My Roots Are Showing (Rounder Records)
- 2002: Live (Rounder Records)
- 2003: Blueprint (Rounder Records)
- 2005: Natalie & Buddy MacMaster: Traditional Music from Cape Breton Island
- 2006: Yours Truly (Rounder Records)
- 2011: Cape Breton Girl (MacMaster Music)
- 2015: One (met Donnell Leahy) (DLL/MacMaster Music)
- 2016: A Celtic Family Christmas (met Donnell Leahy)
- 2019: Sketches

### Muziekvideo's
- 1996:	Catharsis"
- 1997:	Fiddle and Bow (met Bruce Guthro)
- 1997: The Drunken Piper (met Cookie Rankin)
- 1999:	In My Hands
- 1999: Get Me Through December (met Alison Krauss)
- 2004:	Appropriate Dipstick
- 2014:	Go Tell It on the Mountain (met Johnny Reid and The Rankins)

### Andere optredens
- 1993: Traditional Music From Cape Breton Island, Nimbus (twee tracks)
- 1997: Celtic Colours – The Road Home (een track)
- 1998: Celtic Colours – The Second Wave (een track)
- 1999: Celtic Colours – Forgotten Roots (een track)
- 2001: Roots Music: An American Journey, Rounder (een track)
- 2001: Songs for the Savoy (een track)
- 2002: Celtic Colours — The Colours of Cape Breton (een track)
- 2003: Celtic Colours — Volume VII (een track)
- 2005: The Rough Guide to the Music of Canada (een track)
- 2008: Yo-Yo Ma & Friends: Songs of Joy and Peace; Songs: A Christmas Jig/Mouth of the Tobique Reel (Sony BMG)
- 2010: Thomas Dolby: Amerikana EP, songs:Toad Lickers en 17 Hills (Lost Toy People, Inc)

- International Standard Name Identifier: 0000 0000 7375 9262
- Library of Congress Control Number: no96010912
- MusicBrainz: 4fccc5ba-950d-4698-8655-10844cad67b4
- Nationale Bibliotheek van Israël: 987007315352905171
- SNAC: w6n9621c
- Virtual International Authority File: 79933547
- WorldCat: E39PBJvT37drmKFBXww3YPMXVC